# Miss United States

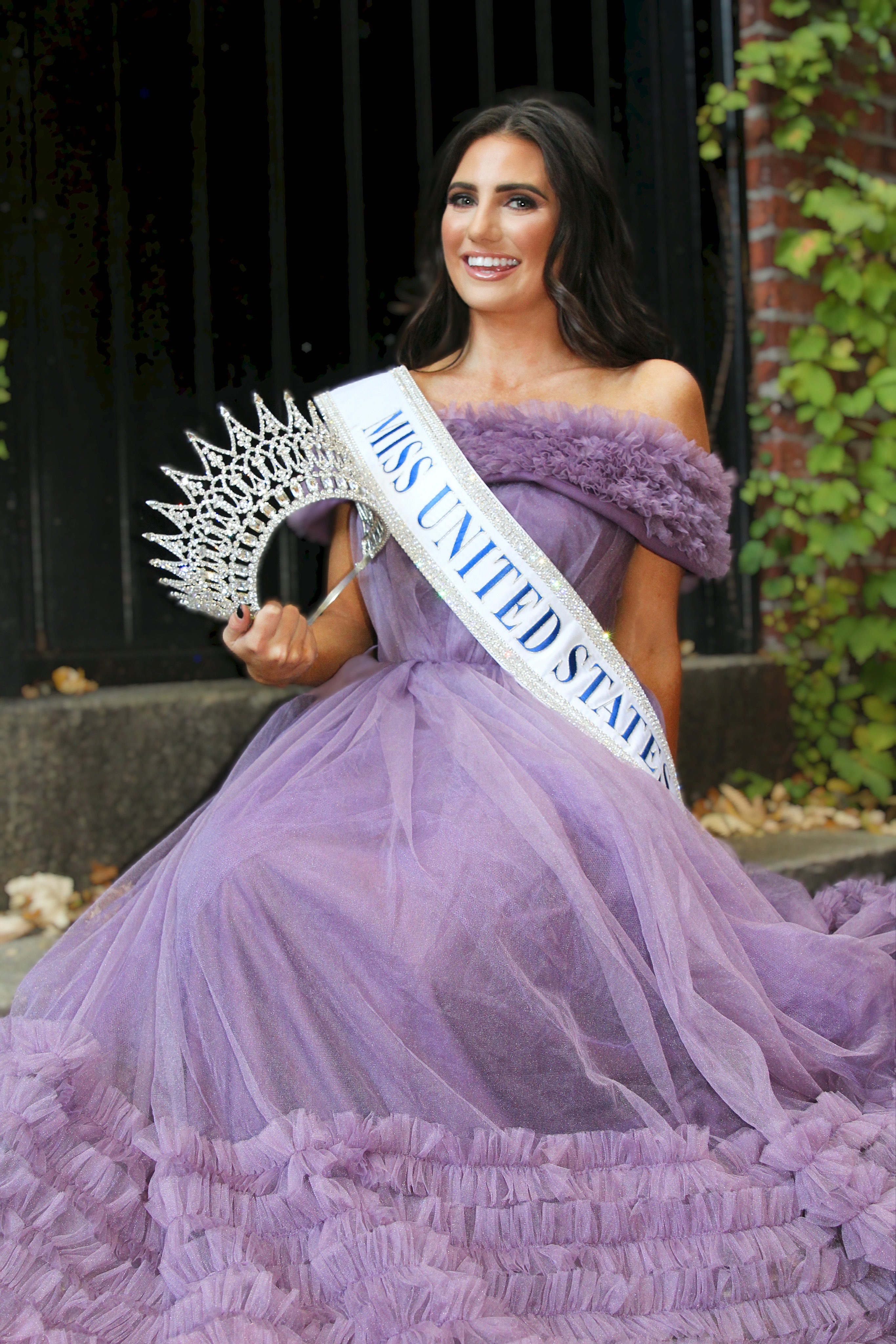
Samantha Anderson em uma de suas primeiras seções de fotografias como Miss United States em Boston.

O Miss United States é um concurso de beleza realizado nos Estados Unidos para moças não casadas e que nunca tiveram filhos entre 20 e 29 anos e é realizado anualmente desde 2001.
Algumas candidatas e vencedoras nestes concursos competiram anteriormente ou competiriam mais tarde em outros concursos estaduais e nacionais, principalmente nos sistemas do Miss USA e do Miss Teen USA. Uma de suas mais famosas vencedoras é Chelsea Cooley, que vencera o concurso de 2001 após ter sido Miss North Carolina Teen USA em 2000 e, mais adiante, ser eleita Miss North Carolina USA e Miss USA em 2005.
Ao contrário de muitos outros concursos, o concurso Miss United States tem sido contestado por ex-candidatas e candidatas que venceram seus respectivos certames estaduais.

## Vencedoras
| Ano  | Miss United States      | estado               | Fonte(s)            |
| 2001 | Starla Smith            | Alabama              | [carece de fontes?] |
| 2003 | Lacie Lybrand           | Carolina do Sul      | [carece de fontes?] |
| 2004 | Brandy Baham            | Louisiana            | [ 2 ]               |
| 2005 | Nicole Falsone          | Arizona              | [ 2 ]               |
| 2006 | Kayla Downs             | Arizona              | [ 2 ]               |
| 2007 | Lauren Wanger           | Flórida              | [ 2 ]               |
| 2008 | Brittany Williams       | Nevada               | [ 2 ]               |
| 2009 | Erin Grizzle            | Geórgia              | [ 2 ]               |
| 2010 | Jessica Black           | Geórgia              | [ 2 ]               |
| 2011 | Ashley Smith            | Virgínia             | [ 2 ]               |
| 2012 | Whitney Miller          | Texas                | [carece de fontes?] |
| 2013 | Candiace Dillard        | Distrito de Colúmbia | [carece de fontes?] |
| 2014 | Elizabeth Safrit        | Carolina do Norte    | [ 4 ]               |
| 2015 | Summer Priester         | Carolina do Sul      | [carece de fontes?] |
| 2016 | Alayah Benavidez        | Texas                | [carece de fontes?] |
| 2017 | Rachael Todd            | Flórida              | [carece de fontes?] |
| 2018 | Andromeda Peters        | Virgínia             | [ 5 ]               |
| 2019 | Alexia Robinson         | Missouri             | [ 6 ]               |
| 2020 | Tiffany Ann Rea         | California           |                     |
| 2021 | Samantha Keene Anderson | Arizona              |                     |
| 2022 | Lily K. Donaldson       | New York             |                     |
| 2023 | Addison Grace Hadley    | Tennessee            |                     |

## Ex-candidatas ilustres
| - Che'vonne Burton - Michigan Teen 1998 - Miss Michigan Teen USA 1997 e Miss Michigan 2000 - Misty Horn - Virginia Teen 1999 - Miss Virginia Teen USA 1998 - Rana Jones - New Mexico Teen 1999 - Miss New Mexico Teen USA 1998 e Miss New Mexico 2003 - Stevie Ficker - North Oregon Teen 1999 e Oregon Teen 2000 (2ª colocada) - Miss Oregon Teen USA 1996 - Jessica Furrer - Arkansas Teen 2003 (4ª colocada) - Miss Arkansas USA 2005 - Brandy Drake - Atlanta Teen 2000 - Miss Alabama Teen USA 2001 | - Whitney Veach - West Virginia Teen 2000 - Miss West Virginia Teen USA 2000 - Monique Jones - Massachusetts Teen 2001 - Miss Massachusetts Teen USA 2000 - Ashley Hanson - Iowa Teen 2002 - Miss Iowa Teen USA 2001 - Sarah Medley - South Carolina Teen 2002 - Miss South Carolina Teen USA 2002 e Miss South Carolina USA 2005 - Ellen Chapman - Miss Teenage California 1999 - California Miss 2002 - Miss California USA 2004 - Clarissa Kroese - Iowa Miss 2002 - Miss Iowa USA 2001 |